# Sobór Przemienienia Pańskiego w Białej Cerkwi
Sobór Przemienienia Pańskiego (ukr. Преображенський собор) – prawosławny sobór wzniesiony w Białej Cerkwi w latach 1833–1838 według projektu Franollego, ufundowany przez Aleksandrę Branicką.

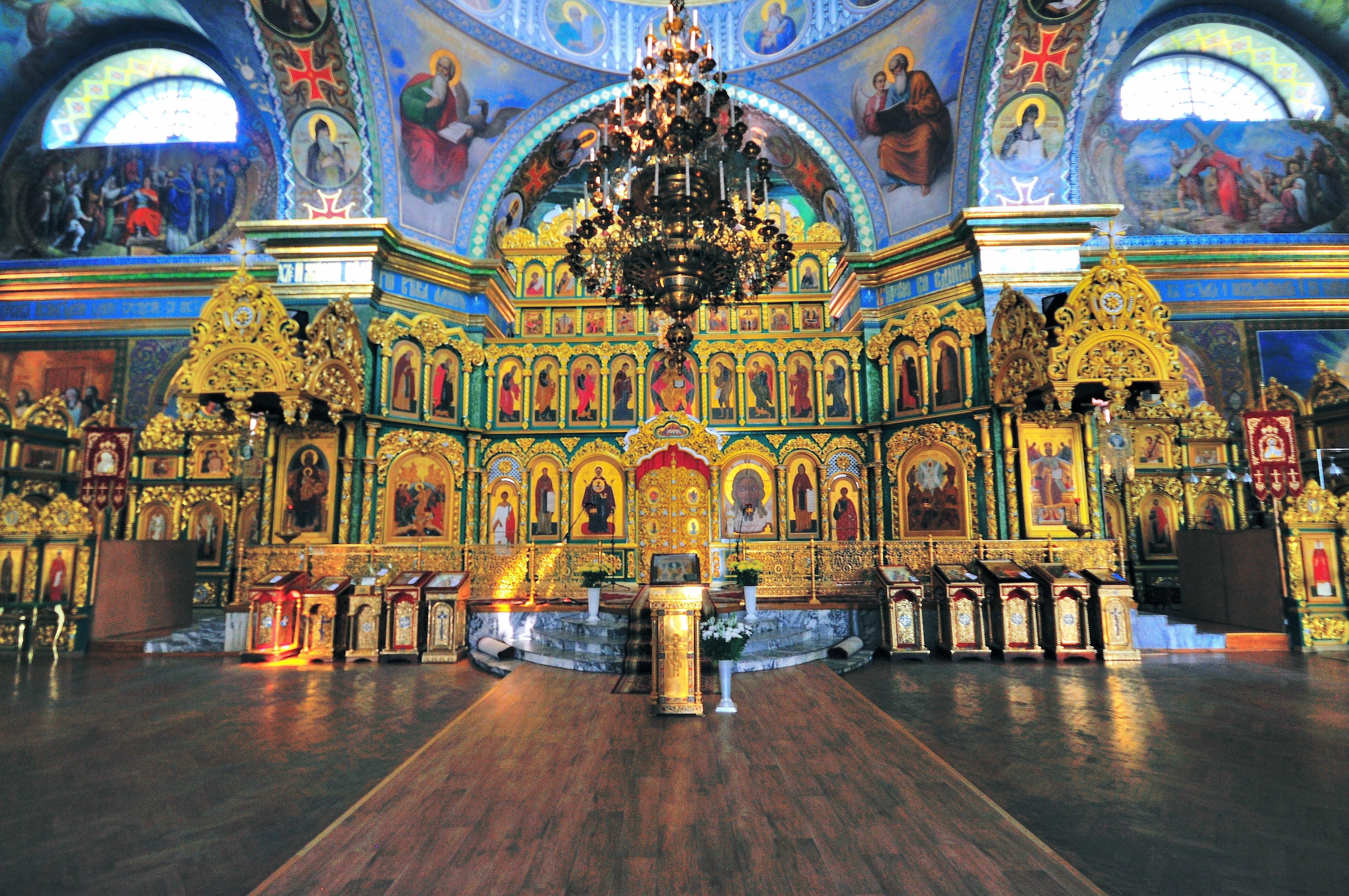
Wnętrze soboru

## Historia
Fundatorka nie doczekała końca prac nad sfinansowaną cerkwią. Sobór funkcjonował bez przerwy do 1933, kiedy władze stalinowskie ulokowały w nim miejskie archiwum. Rok 1941 przyniósł cerkwi szczególnie ciężkie straty, gdy w obiekt oraz w jego najbliższe okolice uderzyło kilka bomb. Po wojnie władze radzieckie zgodziły się na ponowne oddanie soboru wiernym, nabożeństwa odbywały się w nim bez przeszkód do 1961. Wcześniej, w 1956, cerkiew została formalnie objęta ochroną konserwatorską i wyremontowana. Mimo tego w latach 70. i 80. w gmachu soboru znajdowała się sala gimnastyczna. Dopiero w 1989 został oddany Ukraińskiemu Kościołowi Prawosławnemu Patriarchatu Moskiewskiego i został katedrą eparchii białocerkiewskiej.

## Architektura
Sobór reprezentuje styl klasycystyczny. Został wzniesiony na planie krzyża greckiego, z cegły i białego marmuru. Jest bogato zdobiony sztukaterią, wejścia do cerkwi prowadzą przez portyki złożone z doryckich pilastrów. W centralnym miejscu soboru znajduje się pokryta złotem kopuła o wysokości 40 metrów. Okna w cerkwi są prostokątne lub półkoliste (na poziomie dachu i pod kopułą). 
Wnętrze soboru jest bogato zdobione, zawiera elementy wykonane specjalnie na jego potrzeby obok wyposażenia przeniesionego ze starszych cerkwi, w tym siedemnastowieczne księgi religijne. 